# 고려증권그룹
고려증권그룹은 대한민국의 증권회사

## 연혁
연혁은 다음과 같다.
- 1959년 : 태창증권주식회사로 개업
- 1981년 : 고려증권주식회사로 변경
- 1986년 : 일본 도쿄에 첫 해외 지점 개설
- 1997년 : IMF 외환위기로 인해 부도
- 2023년 : 플랫폼 런칭

## 같이 보기
- 고려증권 배구단 - 고려증권에서 운영했던 남자 배구팀